# Centaurea vermia
Centaurea vermia — вид квіткових рослин родини айстрових (Asteraceae). Ареал: північна Греція (гора Верміон).